# Platyrinchus
Platyrinchus és un gènere d'ocells de la família dels tirànids (Tyrannidae). Agrupa a espècies natives de l'Amèrica tropical (Neotròpic), les àrees de distribució de les quals es troben des del sud tropical de Mèxic, a través d'Amèrica Central i del Sud, incloent-hi Trinitat i Tobago, fins al nord-est de l'Argentina.

## Descripció
Les espècies d'aquest gènere són tirànids petits, mesurant entre 9 i 12,5 cm de longitud, de cua curta i bec excepcionalment ample i pla. Es troben al sotabosc dins de selves humides (no a les vores) principalment de baixa altitud (encara que dues espècies són més muntanes). Són inconspicus i tendeixen a romandre solitaris i callats en perxes des d'on sovint es llancen a la caça d'insectes. Els sexes s'assemblen, tot i que la taca a la corona semioculta que tots exhibeixen és més petita o absent a les femelles.

## Taxonomia i etimologia
El gènere Platyrinchus va ser proposat pel zoòleg francès Anselme Gaëtan Desmarest en 1805, amb Platyrinchus fuscus com a espècie tipus, en realitat un sinònim posterior de Todus platyrhynchos (Gmelin, 1788), actualment Platyrinchus platyrhynchos.
El grup de subespècies Platyrinchus mystaceus albogularis, àmpliament distribuït des de Costa Rica, i al llarg dels Andes fins al centre de Bolívia, és considerat com a espècie separada de P. mystaceus pel Manual del Ocells del Món (HBW) i Birdlife International (BLI) amb base en diferències de plomatge i de vocalització.
Els amplis estudis geneticomoleculars realitzats per Tello et al. (2009) van descobrir una quantitat de relacions noves dins de la família Tyrannidae que encara no estan reflectides en la majoria de les classificacions. Seguint aquests estudis, Ohlson et al. (2013) van proposar dividir Tyrannidae en cinc famílies, entre les quals Platyrinchidae (Bonaparte, 1854) agrupant a tres gèneres entre els quals Platyrinchus, al costat de Calyptura i Neopipo. El Comitè Brasiler de Registres Ornitològics (CBRO) situa el present gènere en aquesta família Platyrinchidae, mentre el Comitè de Classificació de Sud-americà (SACC) va aprovar la seva col·locació en una subfamília Platyrinchinae en la Proposta No 827 Part C.
El nom genèric Platyrinchus prové del nom específic Todus platyrhynchos, i «platyrhynchos» es compon de les paraules del grec antic «πλατυς (platus)» que significa “ample”, i «ῥυγχος (rhunkhos)» que significa “bec”.
Segons la Classificació del Congrés Ornitològic Internacional (versió 14.2, 2024) aquest gènere està format per 7 espècies:
- Platyrinchus saturatus - tirà becplaner de cresta canyella.
- Platyrinchus cancrominus - tirà becplaner cuacurt.
- Platyrinchus mystaceus - tirà becplaner de bigotis.
- Platyrinchus coronatus - tirà becplaner coronat.
- Platyrinchus flavigularis - tirà becplaner gorjagroc.
- Platyrinchus platyrhynchos - tirà becplaner crestablanc.
- Platyrinchus leucoryphus - tirà becplaner ala-rogenc.